# TMEM107
TMEM107 (англ. Transmembrane protein 107) – білок, який кодується однойменним геном, розташованим у людей на 17-й хромосомі. Довжина поліпептидного ланцюга білка становить 140 амінокислот, а молекулярна маса — 15 503.
| 10         |  | 20         |  | 30         |  | 40         |  | 50         |
| ---------- |  | ---------- |  | ---------- |  | ---------- |  | ---------- |
| MGRVSGLVPS |  | RFLTLLAHLV |  | VVITLFWSRD |  | SNIQACLPLT |  | FTPEEYDKQD |
| IQLVAALSVT |  | LGLFAVELAG |  | FLSGVSMFNS |  | TQSLISIGAH |  | CSASVALSFF |
| IFERWECTTY |  | WYIFVFCSAL |  | PAVTEMALFV |  | TVFGLKKKPF |  |            |

A: Аланін

C: Цистеїн

D: Аспарагінова кислота

E: Глутамінова кислота

F: Фенілаланін

G: Гліцин

H: Гістидин

I: Ізолейцин

K: Лізин

L: Лейцин

M: Метіонін

N: Аспарагін

P: Пролін

Q: Глутамін

R: Аргінін

S: Серин

T: Треонін

V: Валін

W: Триптофан

Кодований геном білок за функцією належить до білків розвитку. 
Задіяний у таких біологічних процесах, як біогенез та деградація війок, альтернативний сплайсинг. 
Локалізований у мембрані.